# Космос (киноконцертный театр)
Ки́ноконце́ртный театр «Ко́смос» — трёхзальный кинотеатр в Екатеринбурге и главный концертный зал города. Архитекторы — Г. И. Белянкин, Н. Н. Надёжин, инженеры — В. В. Бурдакин, Н. В. Максимов. Кинотеатр и само здание находится в муниципальной собственности. Кроме кинотеатра, в здании располагается ресторанный комплекс «Космос», принадлежащий бизнес-клубу «Глобус».

## История
ККТ «Космос» построен в 1967 году с огромной, по меркам тех лет, вместимостью в 2386 зрителей. Официальное открытие состоялось 5 ноября 1967 года.
В марте 1976 начал работу фирменный ресторан «Космос», который тогда входил в комплекс киноконцертного театра, на 1000 мест, в нём действовали залы уральской и европейской кухни, два банкетных зала. В верхнем зале — бар и первое в Свердловске варьете варьете.
В 1980-х годах ресторан «Космос» был местом притяжения криминалитета Свердловска. В ресторане орудовали каталы — карточные шулеры. Впоследствии ресторан стал штабом «центровых», одной из самых мощных преступных группировок Свердловска-Екатеринбурга конца 1980—1990-х.
В октябре 1999 года был закрыт по требованию противопожарной службы. К 2003 году была проведена масштабная реконструкция, в результате которой был полностью изменён внешний и внутренний облик сооружения, главный зал был оснащён по последнему слову техники. По требованиям пожарной безопасности количество мест было сокращено до 1939, но теперь кресла стали более комфортными, расширены проходы.
С 1987 по 2011 год Киноконцертный театр «Космос» возглавляла Галина Михайловна Писулина.
В 2012 году в год 45-летия киноконцертного театра перед ним был установлен памятник братьям Люмьер.
В 2014 году рядом с киноконцертным театром, где часто вместе с ансамблем «Песняры» выступал уроженец Екатеринбурга Владимир Мулявин, установлен памятник известному музыканту.

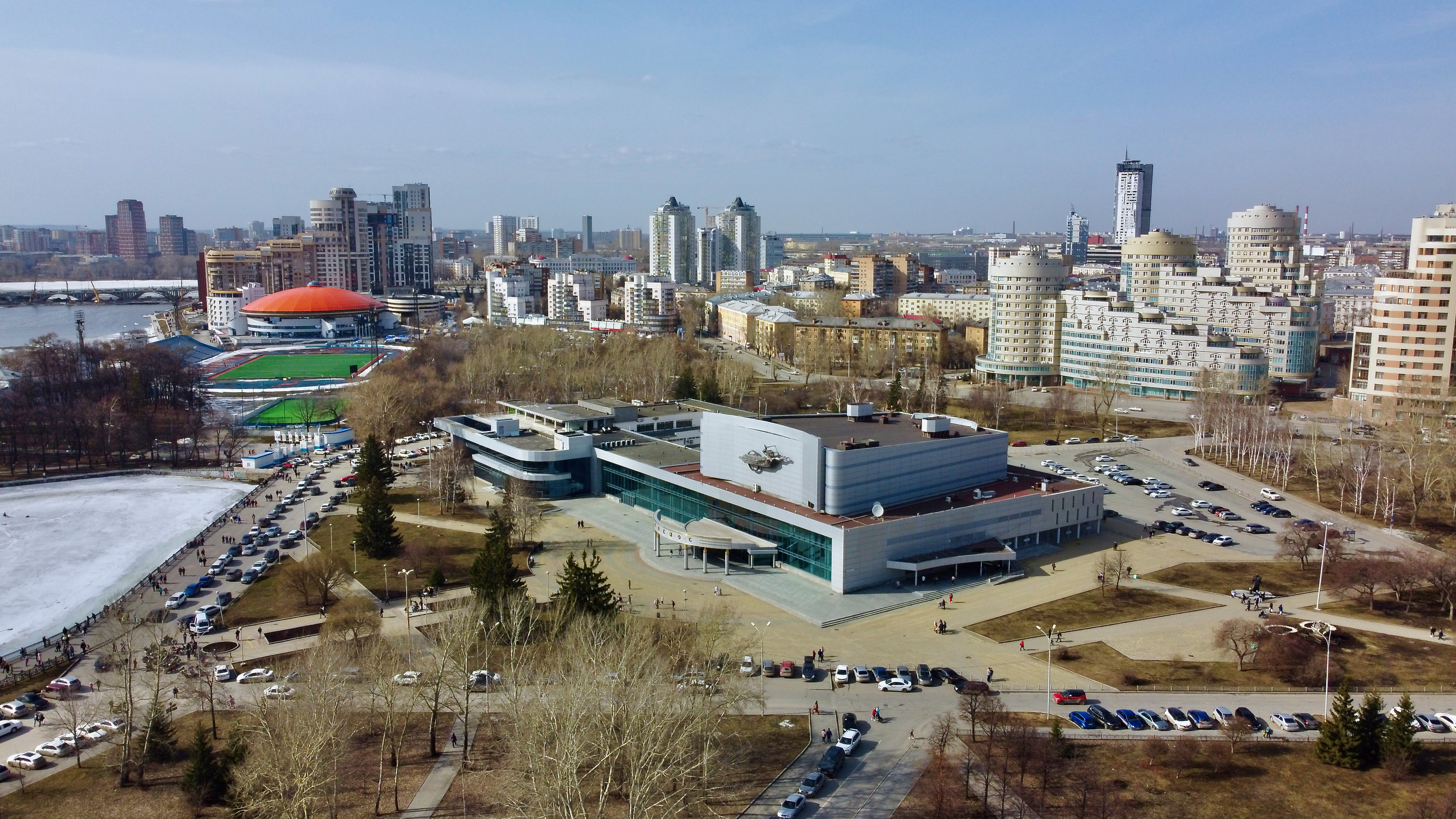
Вид с высоты
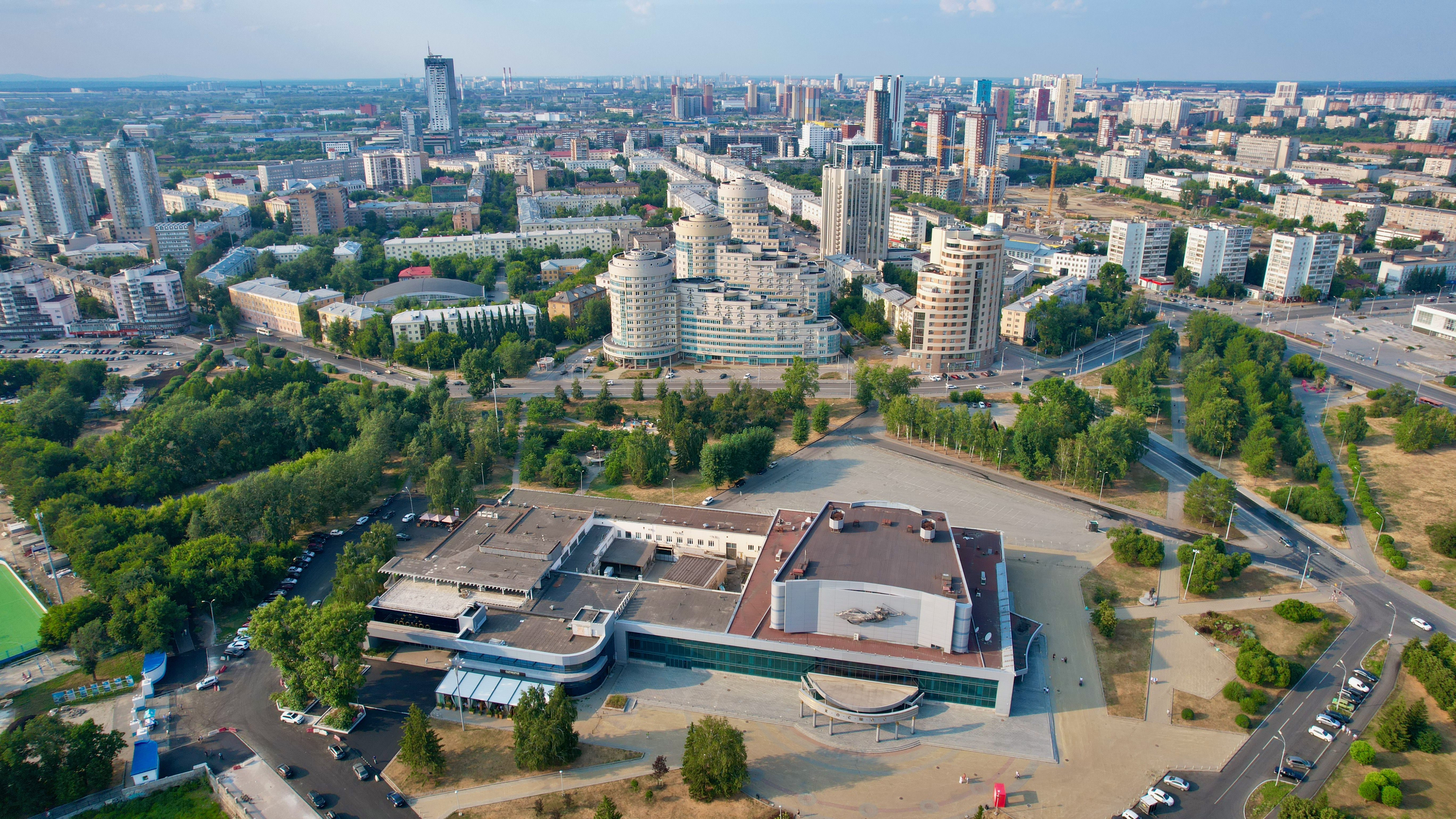
Вид с высоты
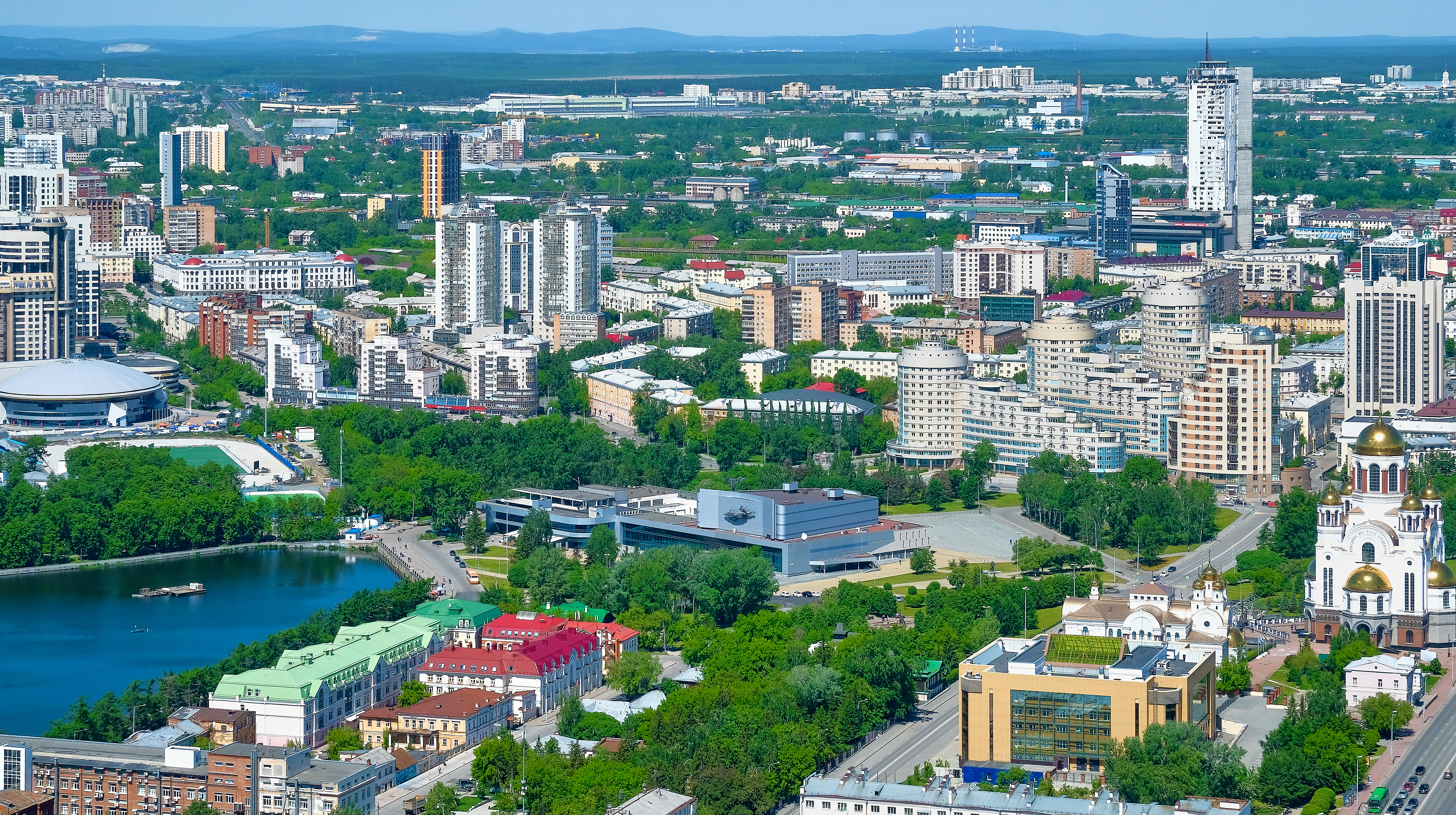
Вид со смотровой площадки «Высоцкого»
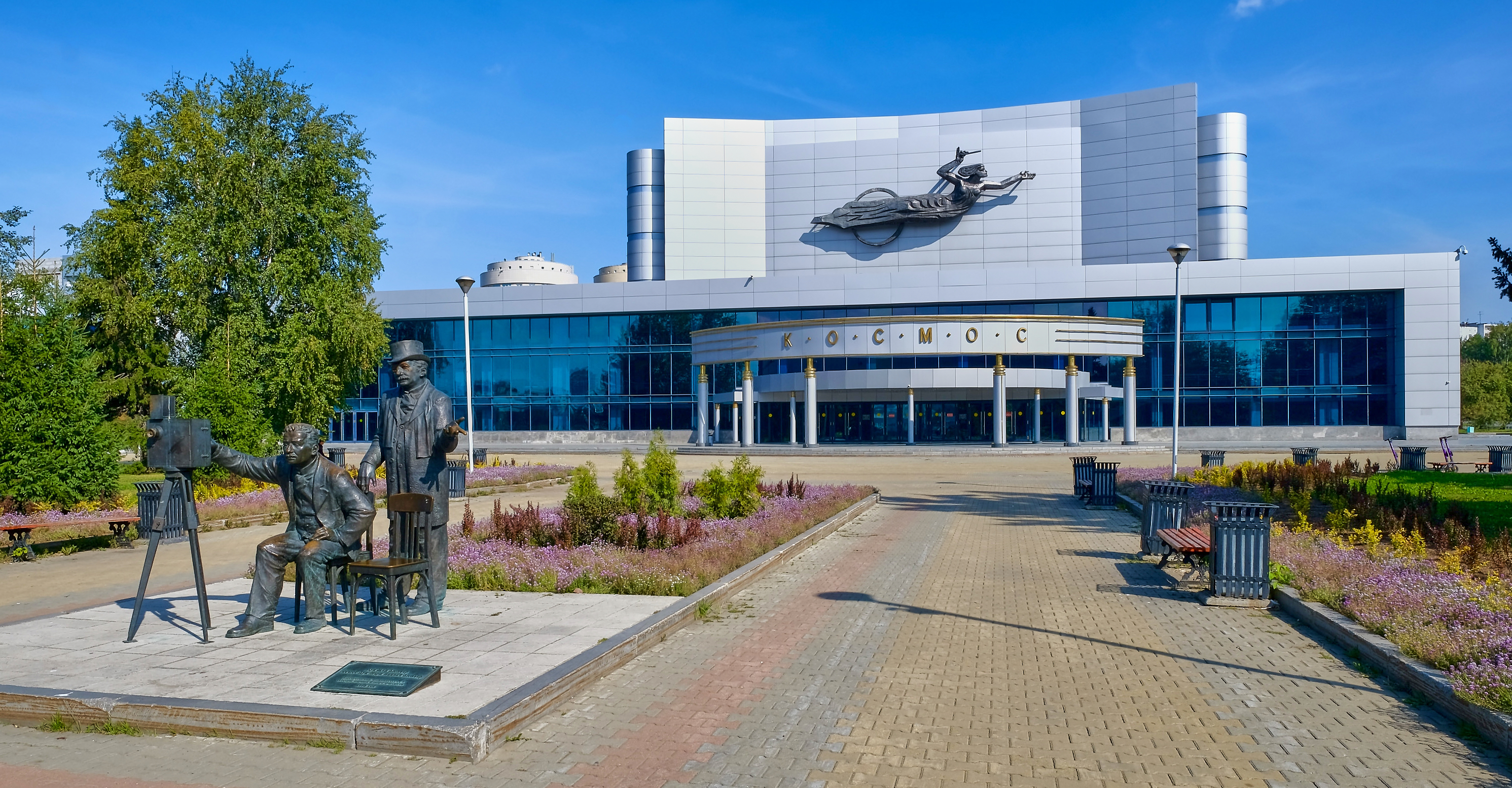
Памятник братьям Люмьер на площади Дзержинского
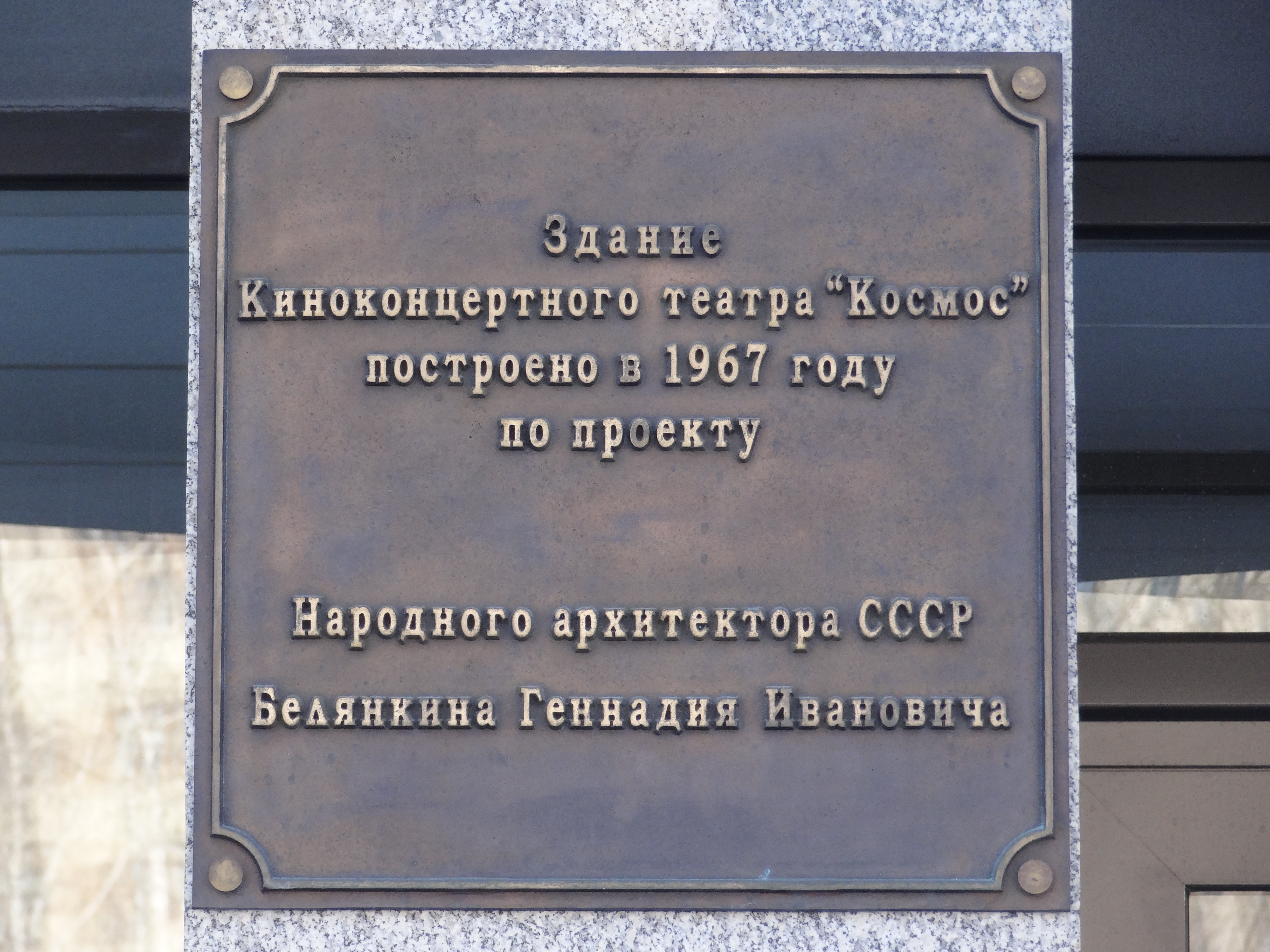
Памятная табличка
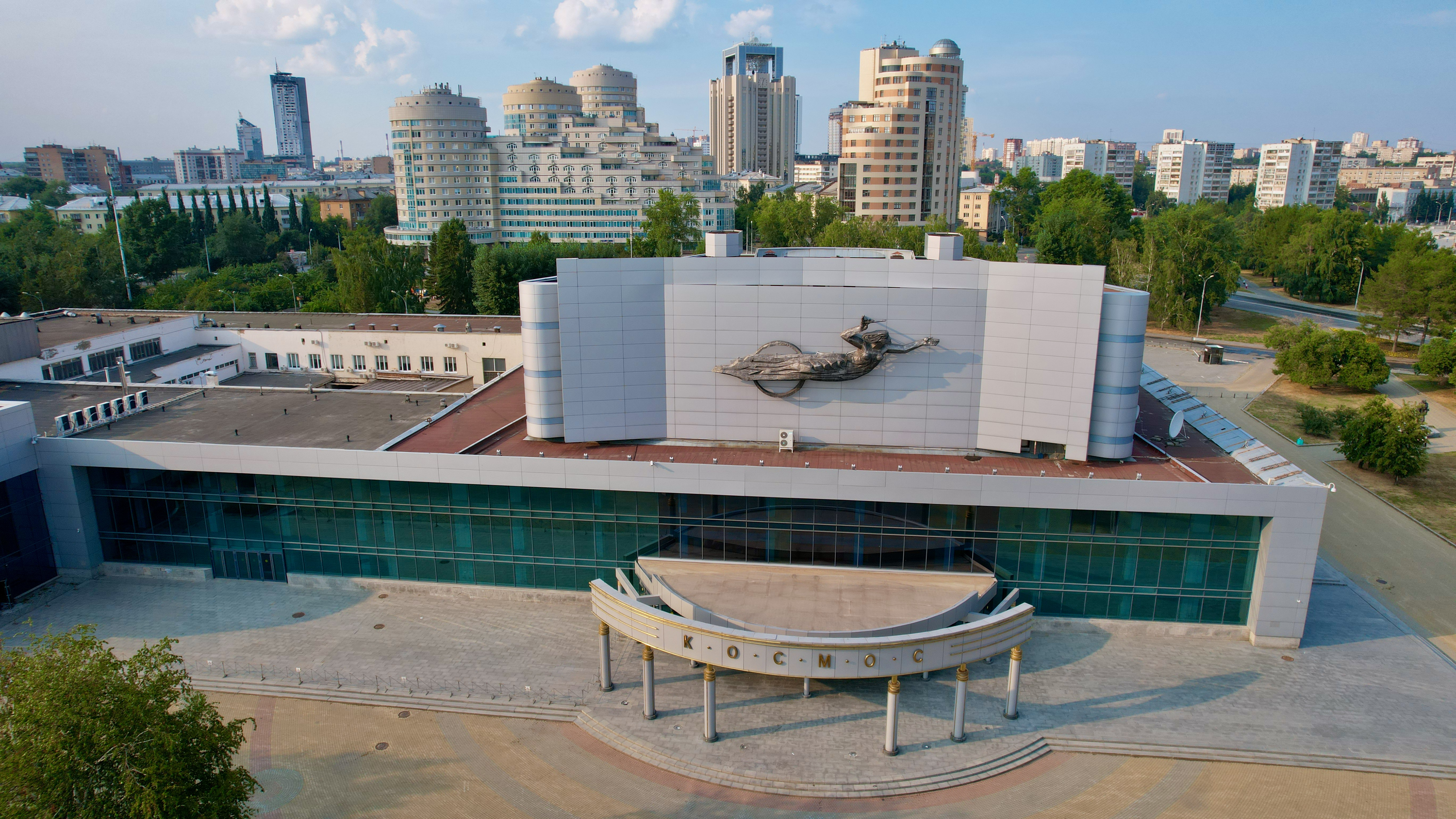
Главный фасад
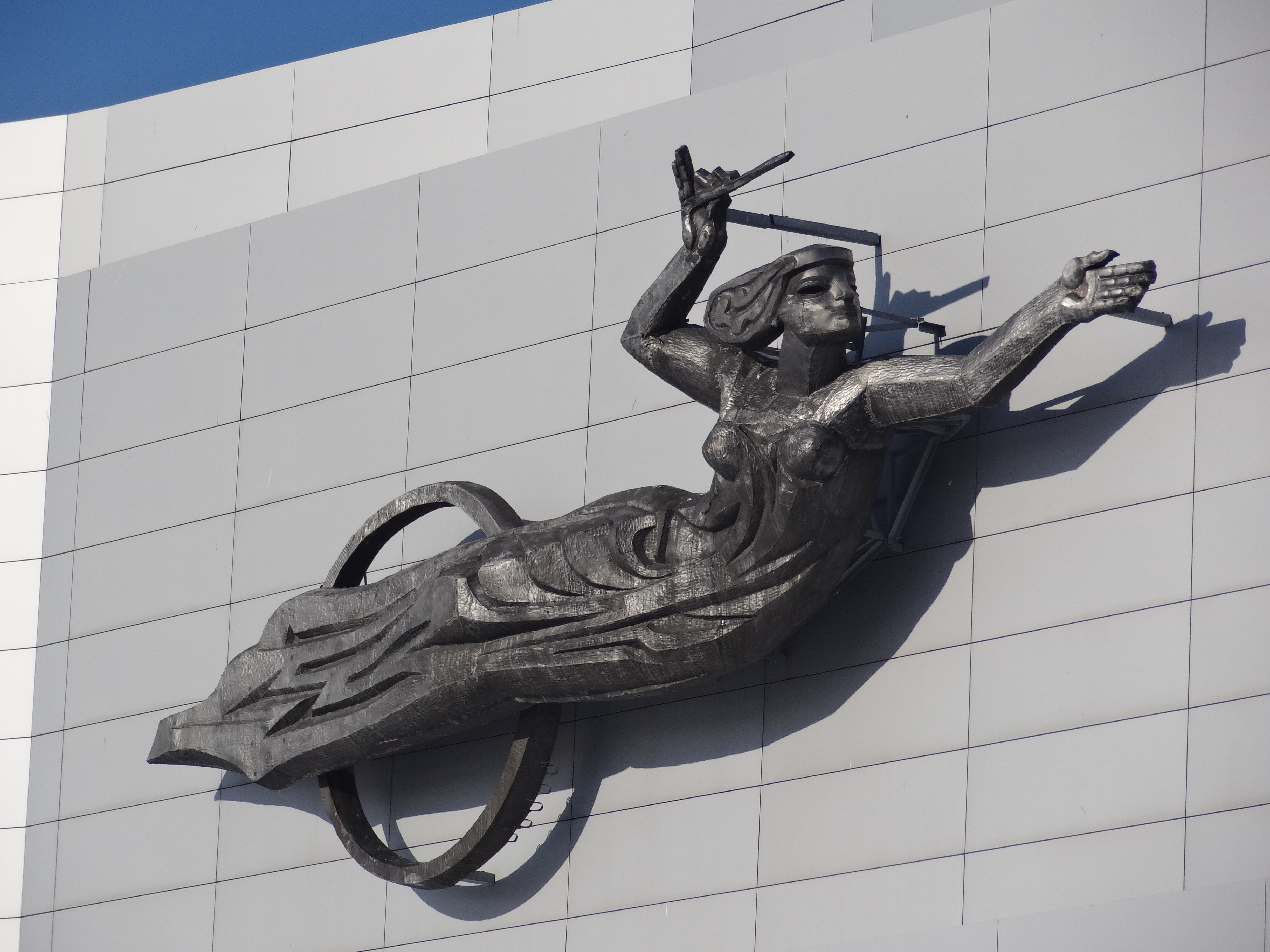
Барельеф «Летящая Муза»

### Поджог кинотеатра

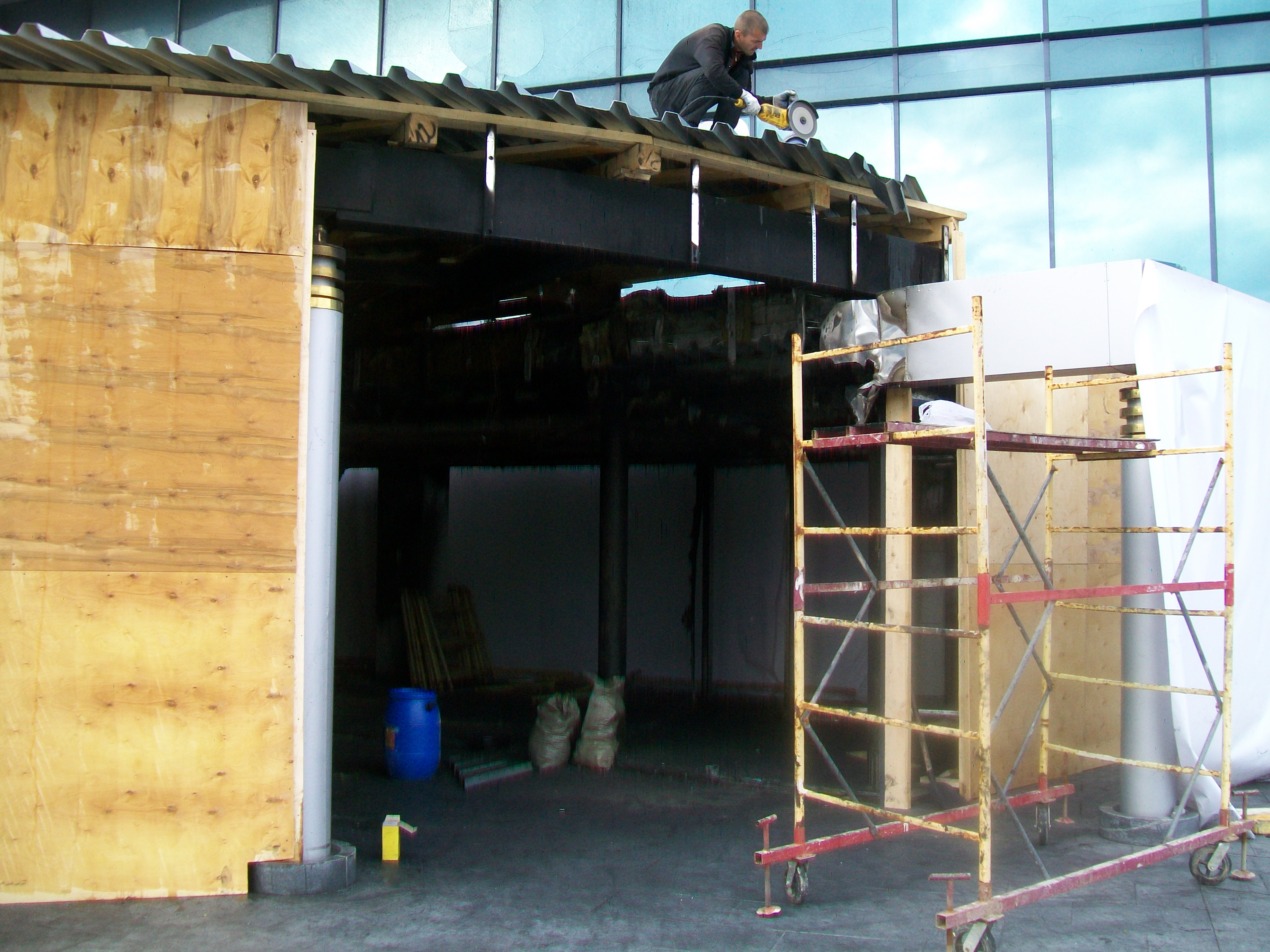
Ремонт входа в «Космос» после поджога (8 сентября 2017 года). Видны обгоревшие конструкции

Утром 4 сентября 2017 года кинотеатр протаранил автомобиль УАЗ, а затем вспыхнул пожар площадью 30 м2. Возбуждено уголовное дело по статье «умышленное повреждение имущества, совершённое путём поджога» и задержан 38-летний подозреваемый, попавший в больницу с ожогами. Ряд СМИ сообщил, что мужчина устроил поджог, протестуя против фильма «Матильда», однако, как отмечает РИА Новости, следствие заявляло, что пока не установило причины деяния. Ранее Би-Би-Си со ссылкой на Следственный комитет России сообщило, что подозреваемый — житель города Ирбита, состоящий, по предварительным сведениям, на учёте у психиатра.
В результате пожара был серьёзно повреждён вход в здание, кинотеатр был закрыт на ремонт, а проходивший в нём кинофестиваль был перенесён на другую площадку. Инцидент случился около шести часов утра. Согласно сообщениям СМИ, пострадал лишь один человек — сам нападавший.
Неофициальные сведения о том, что причиной нападения стал фильм «Матильда», были обнародованы порталом Znak.com со ссылкой на «близкий следствию источник». Портал также отмечает, что на странице в социальной сети «Одноклассники» подозреваемый демонстрирует приверженность православной вере и склонность к резким суждениям.